# His Crazy Job
His Crazy Job è un cortometraggio muto del 1913 diretto da Al Christie.

## Trama
Sospettando che ci sia un caso di corruzione nell'istituto di malattie mentali, il redattore capo del Clarion manda a indagare un giovane reporter.

## Produzione
Il film fu prodotto dalla Nestor Film Company.

## Distribuzione
Distribuito dall'Universal Film Manufacturing Company, il film - un cortometraggio di una bobina - uscì nelle sale cinematografiche statunitensi il 26 settembre 1913.